# ریتا کاسابیان
ریتا کاسابیان (انگلیسی: Rita Kassabian؛) آهنگساز ارمنی زاده لبنان است.
.

## جوایز (پاریس)
۲۰۰۴
- جایزه دوم در ارکستراسیون with honour

۲۰۰۵
- جایزه نخست در اکستراسیون with honour
- جایزه آهنگسازی در موسیقی مجلسی with honour

۲۰۰۶
- جایزه آهنگسازی در تک‌نوازی with honour

۲۰۰۷
- جایزه نخست در آهنگسازی برای موسیقی مجلسی
- جایزه نخست در آهنگسازی برای تک‌نوازی
- جایزه نخست آهنگسازی برای گروه کر
- جایزه نخست آهنگسازی برای موسیقی سموفنیایی

## آثار
- آوریل ۲۰۰۵

Impromptu for 2 flutes, cello, 4 timpanies and 1 harp (composition prize 2005)
- دسامبر ۲۰۰۵

Divertimento for tenor solo saxophone, edited by L'Harmattan editions - Paris (composition prize 2006)
- ژانویه ۲۰۰۶

Waltz for flute and strings
- ژانویه ۲۰۰۶

Evasions for solo contrabassa
- مه ۲۰۰۷

Trio for flute, tenor saxophone and cello
- اکتبر ۲۰۰۸

Suite for strings (La Madeleine church Paris)
- اکتبر ۲۰۰۸

Concerto for flute, string orchestra, french horn, harp, timpanies and percussions (La Madeleine, Paris)
- مارس ۲۰۰۹

Fantasia for flute ensemble (Saint Germain des Prés Auditorium, Paris)
- دسامبر ۲۰۰۹

Concerto for tenor saxophone, oboe, strings and percussions (Paris)
- مه ۲۰۱۰

Concerto for tenor saxophone, saxophones band and percussions (new version of the concerto created on December 2009 (Paris)